# Tramway de Shenzhen
Le tramway de Shenzhen est le réseau de tramways de la ville de Shenzhen, en Chine.

## Historique
- 28 octobre 2017: mis en service du tramway de Shenzhen

## Réseau actuel

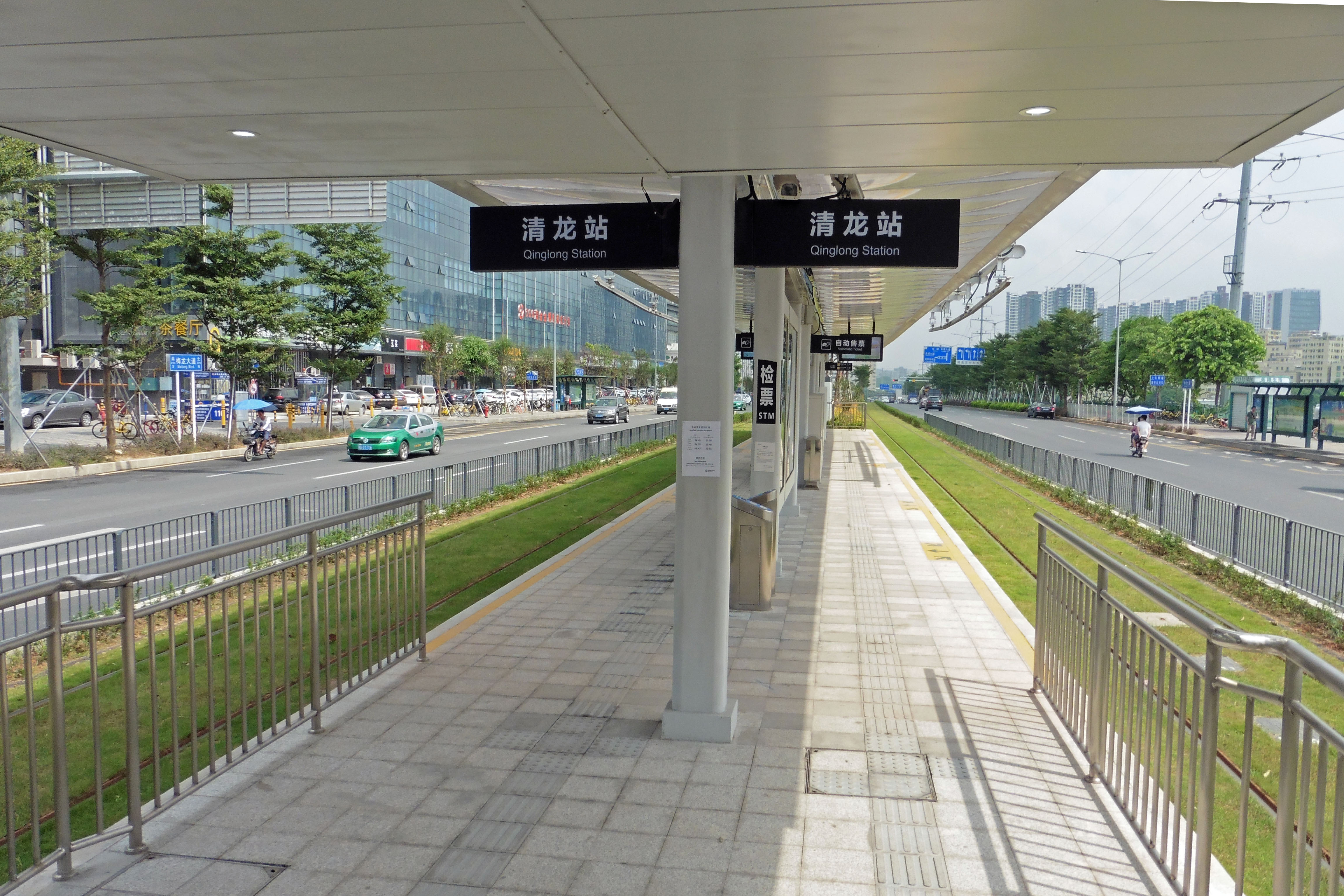
Arrêt Qinglong.

### Aperçu général
Le réseau actuel comporte 3 lignes. Les lignes 1 et 2 partagent les mêmes voies entre les arrêts Qinghu et Dahe, où elles se divisent en deux. La ligne 3, qui reliait auparavant Xiawei à Xinlan, demande maintenant aux passagers voyageant entre Xiawei et Xinlan de se rendre à Dahe.

### Lignes

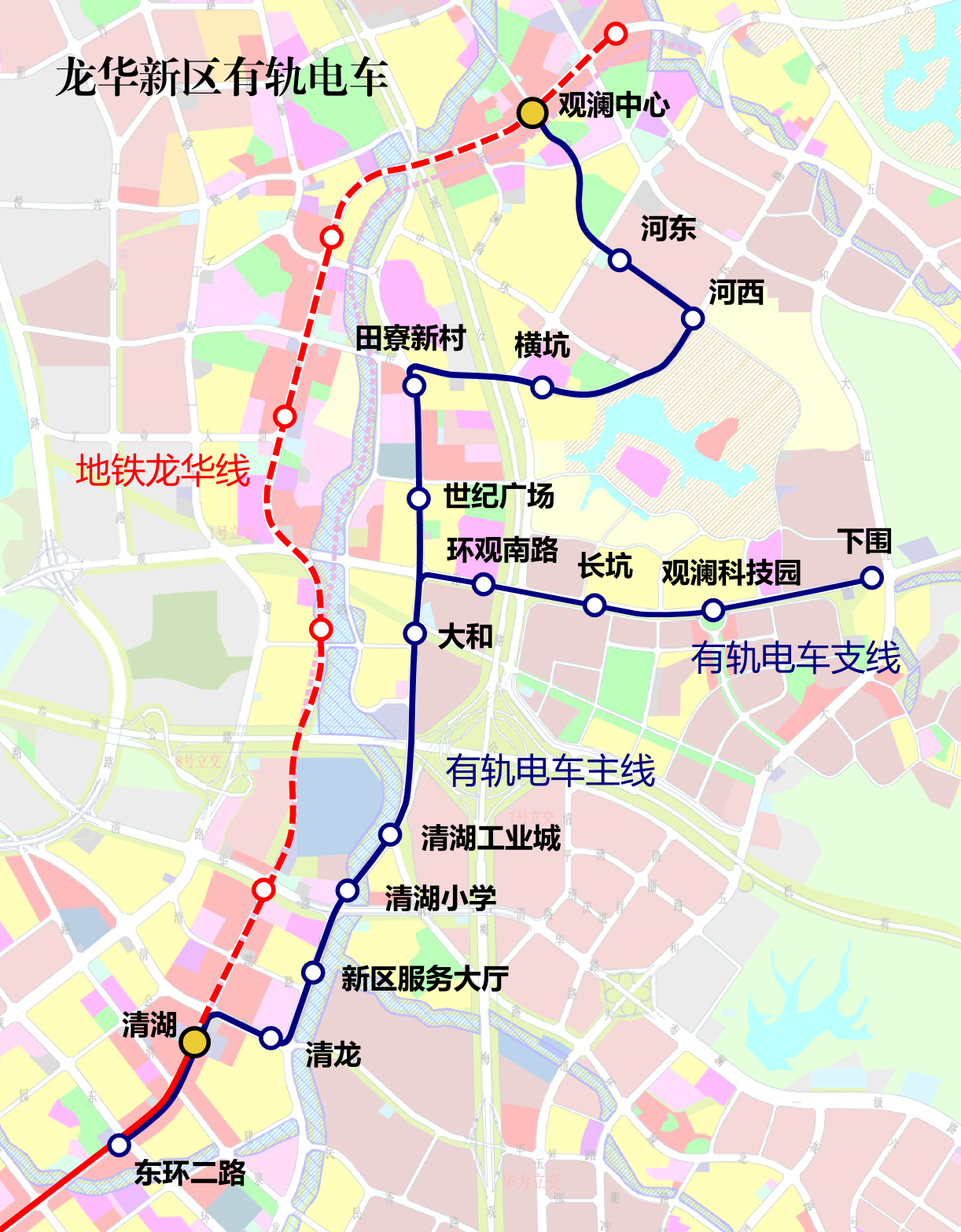
Tracé géographique du tramway de Shenzhen.

- Ligne 1 (Qinghu - Xiawei) 8,6 km
- Ligne 2 (Qinghu - Xinlan) 6,8 km

### Fréquence
Les services assuraient auparavant une fréquence de 20 minutes sur chacune des lignes 1, 2 et 3. La section parallèle entre Qinghu et Dahe recevant même une fréquence de 10 minutes. Pour répondre à la demande, les services de la ligne 3 ont été retirés le 27 décembre 2017 et une fréquence de 12 minutes est introduite sur les lignes 1 et 2, avec une fréquence de 6 minutes sur la section parallèle. Ces flux représentant 94% de la demande. Cela a permis une augmentation de 87% de la capacité de transport. Depuis le 28 juin 2018, une fréquence de 8 minutes est introduite sur les lignes 1 et 2, avec un intervalle de 4 minutes sur la section parallèle pour répondre à la demande croissante pendant les heures de pointe.

## Matériel roulant
Le matériel roulant est constitué de 4 tramways construits par CRRC Zhuzhou Locomotive, utilisant la technologie de Siemens. Le système n'utilise pas de câbles aériens, les tramways rechargeant à l'aide d'un condensateur embarqué à partir de barres d’alimentation fixes au-dessus des rails à chaque arrêt.

## Discussion
Zhao Pinglin, le directeur adjoint du siège de la construction ferroviaire de Shenzhen, déclare que les réseaux de tramways ont des périodes de construction plus courtes et moins chères que celles du métro et du métro léger. Les tramways consomment également moins d'énergie, sont plus flexibles et ont un fonctionnement plus silencieux. Longhua prévoit trois lignes de tramway totalisant 51 kilomètres. La construction d'un métro peut prendre entre quatre et cinq ans et coûter entre 600 et 700 millions de yuans par kilomètre, tandis qu'une ligne de tramway coûte environ 100 millions de yuans par kilomètre et peut être utilisée pendant 30 ans. Le tramway est critiqué pour avoir suivi approximativement le tracé de l'extension nord du projet de construction de la ligne 4 du métro de Shenzhen rendant le projet redondant. Toutefois, étant donné que l'objectif de ce tramway est d'améliorer le transport sur de courtes distances et de servir de ligne de raccordement au métro, le tramway vient plus compléter l'extension de métro plutôt que de le concurrencer.